# Contagion-Effekt
Contagion-Effekt (oder Ansteckungseffekt) ist in der Wirtschaft der Anglizismus für Finanz-, Währungs- oder Wirtschaftskrisen, die von einem Staat auf scheinbar unbetroffene und unter Umständen geographisch weit entfernt liegende Staaten übertragen werden.

## Allgemeines
Der  Contagion-Effekt stammt aus dem medizinischen Sprachgebrauch (englisch contagion; deutsch „Ansteckung, Seuche oder schädlicher Einfluss“) und beschreibt die Ansteckung (in der Medizin: Infektion), die von einer zunächst regional begrenzten Krise auf Nachbarstaaten oder weit entfernte Staaten übergreift, die oftmals keine bedeutenden Beziehungen miteinander aufzuweisen scheinen.

## Definition
Krisenbedingte Ansteckungseffekte sind ein Unterfall des Dominoeffektes und ein sehr junges Untersuchungsobjekt der Finanzwissenschaften. Contagion ist ein finanzwirtschaftliches Forschungskonzept, das mit der Ausbreitung der Finanzmarktkrisen Mitte der 1990er Jahre begann, als sich eine lokal begrenzte Krise plötzlich über zahlreiche Entwicklungsländer ausbreitete und auch Länder erfasste, die als nicht krisengefährdet galten und scheinbar „gesund“ waren. Da eine systematische finanzwirtschaftliche Forschung zum Thema Ansteckung erst in den 1990er Jahren – etwa vor Beginn der Asienkrise – eingesetzt hat, existiert in der ökonomischen Literatur bislang keine einheitliche Definition, sondern nur verschiedene Erklärungsansätze. Eine sehr breite – und deshalb wenig angreifbare – Definition versucht die Weltbank: „Contagion ist die länderübergreifende Übertragung exogener Schocks, vergleichbar mit einem Spillover-Effekt. Contagion entsteht sowohl in Krisen als auch in Nicht-Krisenzeiten, wobei Contagion nicht zwingend mit einer Krise verbunden sein muss.“
Wie der Definitionsversuch der Weltbank zeigt, liegt eines der Hauptprobleme einer allgemein anerkannten Definition in der Eingrenzung der Ansteckungsursache. Eine Ansteckungsgefahr ist durchaus einzelwirtschaftlich, kann also von einem einzigen Unternehmen ausgehen, um dann – etwa durch dessen Verflechtungen – auf die gesamte Branche, und unter Umständen darüber hinaus, überzugreifen. So hat die Insolvenz von Lehman Brothers im September 2008 letztlich ein Misstrauen der Kreditinstitute untereinander ausgelöst, was durch gegenseitigen Attentismus der Banken auf den Interbankenmärkten nachweisbar ist.
Im Zusammenhang mit empirischen Studien, die die internationalen Auswirkungen von Währungskrisen behandeln, wird als Contagion der signifikante Anstieg der Wahrscheinlichkeit einer Krise in einem Land unter der Bedingung, dass sich eine Krise in einem anderen Land ereignet, bezeichnet.
In einem anderen Ansatz wird Contagion als das Phänomen bezeichnet, welches auftritt, wenn sich die Volatilität eines Krisenlandes auf den Finanzmarkt eines anderen Landes überträgt, dem sogenannten volatility spillover. Diese Definition per se bezieht sich auf die Tatsache, dass die Volatilität von Assetpreisen eine sehr gute Approximation von Marktunsicherheit darstellt. Dabei wird in dem Ansatz des volatility spillover davon ausgegangen, dass dieser bei Finanzmärkten in unterschiedlich voneinander unabhängigen Ländern mit jeweils überdurchschnittlich hohen Volatilitäten ein Indikator für das Übergreifen einer Krise sein kann. In der Asienkrise führte z. B. der Boom in der Baubranche zu häufig überbewerteten Anlagevermögen bei den auf dem Finanzmarkt florierenden Unternehmen, welches nach dem volatility spillover-Ansatz schon ein Warnzeichen für das Übergreifen der Krise hätte sein können.
Ein ähnlicher Ansatz, der aber eher gesamtwirtschaftlich orientiert ist, sieht Contagion als in unterschiedlichen Ländern parallel auftretende, außergewöhnliche Schwankungen bezüglich Preisen und Mengen von Konsum- und Investitionsgütern. Das Problem, das sich hierbei stellt, ist, inwiefern eine Unterscheidung von exzessiven und normalen Gleichbewegungen in Preisen und Mengen durch einfache Abhängigkeiten möglich ist.
Der Ansatz der Shift-Contagion unterscheidet sich hierbei von dem o. g. gesamtwirtschaftlichen Ansatz darin, dass im Vorkrisenzeitraum diese Gleichbewegung bezüglich Preisen und Mengen in unterschiedlichen Ländern nicht Bedingung sein muss. Durch das Auftreten einer Krise in einem Markt können in einem anderen Markt außergewöhnliche Schwankungen bezüglich Preisen und Mengen von Konsum- und Investitionsgütern ausgelöst werden und so indirekt zu einer Krisenübertragung führen.

## Ursachen
Auch über die Ursache von Contagion ist sich die Wissenschaft noch nicht einig geworden. Für das gleichzeitige Auftreten von Finanzkrisen in unterschiedlichen Ländern oder Regionen werden zumeist folgende Gründe angegeben.
- Politische Entscheidungen in Industrieländern könnten unerwartet ähnliche Effekte auf die Entwicklungsländer haben.
- Eine Krise könnte in einem Entwicklungsland auf die makroökonomischen Fundamentalfaktoren in einem anderen Entwicklungsland einwirken. Beispiele wären, wenn eine Abwertung der Währung die Wettbewerbsfähigkeit anderer Länder reduziert oder wenn in einem Markt wegen Liquiditätsproblemen die Finanzvermittler gezwungen werden, ihre Anlagen in anderen Entwicklungsländern zu liquidieren.
- Eine Krise in einem Land könnte eine Krise irgendwo anders auslösen, was nicht durch eine Veränderung der makroökonomischen Fundamentalfaktoren erklärt werden kann, wie beispielsweise eine Verschiebung der Einschätzungen und der Erwartungen der Marktteilnehmer aufgrund der vorhandenen Informationen. Eine Krise könnte dann dazu führen, dass die Investoren die Fundamentaldaten anderer Länder neu einschätzen, selbst wenn sich diese gar nicht verändert haben, und sich ihre Risikotoleranz verändert.

## Arten der Ansteckung
Ansteckungseffekte sind ein Verbreitungsmechanismus, der systemische Risiken oder systemische Ereignisse von einem Systembestandteil (Institution, Markt oder Staat) auf das gesamte Finanzsystem ausweiten kann. Das kann entweder durch einen Dominoeffekt oder durch einen Informationseffekt geschehen. Beim Dominoeffekt erfolgt die Ansteckung direkt aufgrund der aktuellen Struktur des Finanzsystems. Beim Informationseffekt indes geschieht die Ansteckung nicht unmittelbar, sondern über (durchaus rational nachvollziehbare) Erwartungsveränderungen bei den Marktteilnehmern.
Gerhard Aschinger beschreibt vier verschiedene Arten der Ansteckung:
- Ansteckung durch Fundamentalvariablen:

Eine Krise breitet sich von einem Land auf Länder mit ähnlichen Fundamentaldaten aus. Die Anleger reagieren entsprechend sensibel auf Länder mit sich gleichender Risikostruktur. Man spricht hier auch von einem sogenannten „Aufweckeffekt“ (englisch wake up-effect).
- Ansteckung durch wirtschaftliche Integration:

Sind zwei Länder realwirtschaftlich eng miteinander verflochten oder sind sie Konkurrenten auf Drittmärkten, so resultiert daraus ein Ansteckungsrisiko. Die Abwertung der Währung des einen Landes kann beispielsweise zu einem Einbruch der Wettbewerbsfähigkeit eines anderen Landes führen.
- Ansteckung über die Finanzmärkte:

Infolge der zunehmenden Globalisierung sind Devisen- und Aktienmärkte derart eng miteinander verknüpft, dass fallende Wertpapierpreise in einem Land zu Verkaufsreaktionen auf anderen Teilmärkten führen können, sodass sich eine Krise ausbreiten kann. Dies ist nicht allein auf Devisen- und Aktienmärkte beschränkt, sondern kann alle Finanzmärkte (Geld-, Kapital- und Derivatemärkte) betreffen.
- Ansteckung durch Herdenverhalten:

Bei dieser Art von Ansteckung spielt die asymmetrische Informationsverteilung unter den Anlegern die Hauptrolle. Aufgrund hoher Informationsbeschaffungskosten oder aus anderen individuellen Gründen übernehmen viele Anleger die Erwartungen einiger (vermeintlich) besser informierter Anleger. So kann sich eine pessimistische Stimmung durchsetzen, die nicht durch entsprechende Fundamentaldaten gerechtfertigt ist, und die zu einem selbst erfüllenden Effekt im Rahmen des Herdenverhaltens führt.

## Typische Ansteckungseffekte am Beispiel der Asienkrise
Viele Krisen hatten ursprünglich als regionale Krise begonnen und sind dann auf andere Staaten übertragen worden. Für Wirth stellt die Ansteckung eine wichtige Eigenschaft von Währungskrisen dar. Die Währungskrise eines Staates wiederum kann – etwa durch seine wirtschaftlichen oder politischen Verflechtungen – auch andere Staaten in Mitleidenschaft ziehen.
Derartige Ansteckungseffekte haben auch bei der Asienkrise eine wesentliche Rolle gespielt, als zunächst südasiatische, dann aber auch außerhalb der Region liegende Staaten wie Russland oder das Baltikum angesteckt wurden. Als Auslöser der Asien-Krise wird allgemein Thailand eingestuft. Dort wurde am 2. Juli 1997 die Landeswährung Baht von ihrer US-Dollar-Bindung zum Floating freigegeben. Am selben Tag sank der Kurs um knapp 14 %, am Monatsende lag er um 23 % niedriger. Traditionelle fundamentale Warnsignale wie Defizite in der laufenden Rechnung, überbewertete Devisenkurse, rückläufiges Exportwachstum oder ausländische Netto-Direktinvestitionen, die Anlass zu Bedenken hätten geben müssen, wurden ignoriert. Andererseits waren in Asien stets Haushalts- und Geldpolitik angemessen konservativ, Inflationsraten im Vergleich der Entwicklungsländer niedrig, Haushalte überwiegend unter Kontrolle, und Staatsschulden allgemein nicht überhöht. Damit wurden negative Entwicklungen durch positive Fundamentaldaten zumindest überlagert. Dann erfasste die Krise auch andere Staaten der Region wie etwa Indonesien noch im Juli 1997, Südkorea im Oktober 1997, und im November 1997 war schließlich die gesamte Tigerstaaten-Region betroffen. Durch diese Asienkrise waren auch die Anleger in Russland nervös geworden, sodass es zu einem verstärkten Kapitalabfluss kam, der mit einem hohen staatlichen Haushaltsdefizit einherging (siehe Russlandkrise). Am 27. Mai 1998 wurden hier die Zinsen auf 150 % erhöht. Schließlich half der IWF, wie er dies schon massiv bei der Asienkrise getan hatte. Die Asienkrise und der Preisverfall des Hauptexportguts Erdöl hatten die Russlandkrise ausgelöst. Im Baltikum führte die Russlandkrise nach Jahren günstiger Wirtschaftsentwicklung im Jahre 1999 zu einer Rezession.